# 大里站 (日本)
大里站（日语：／ Ōsato eki */?）是一個位於日本愛知縣稻澤市奧田町三十番神，屬於名古屋鐵道（名鐵）名古屋本線的鐵路車站。車站編號為NH45。

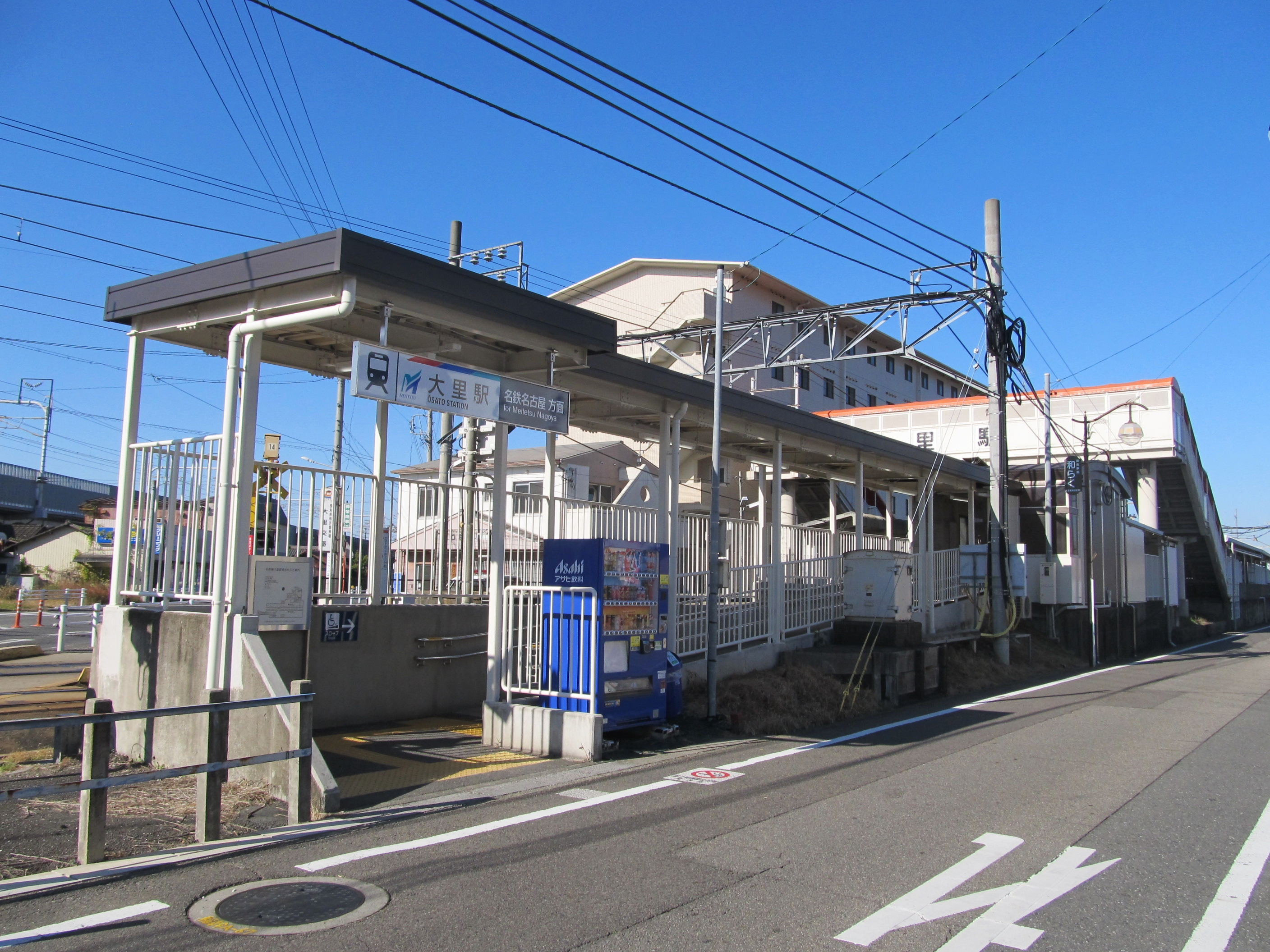
往名古屋方向的入口（2020年11月）

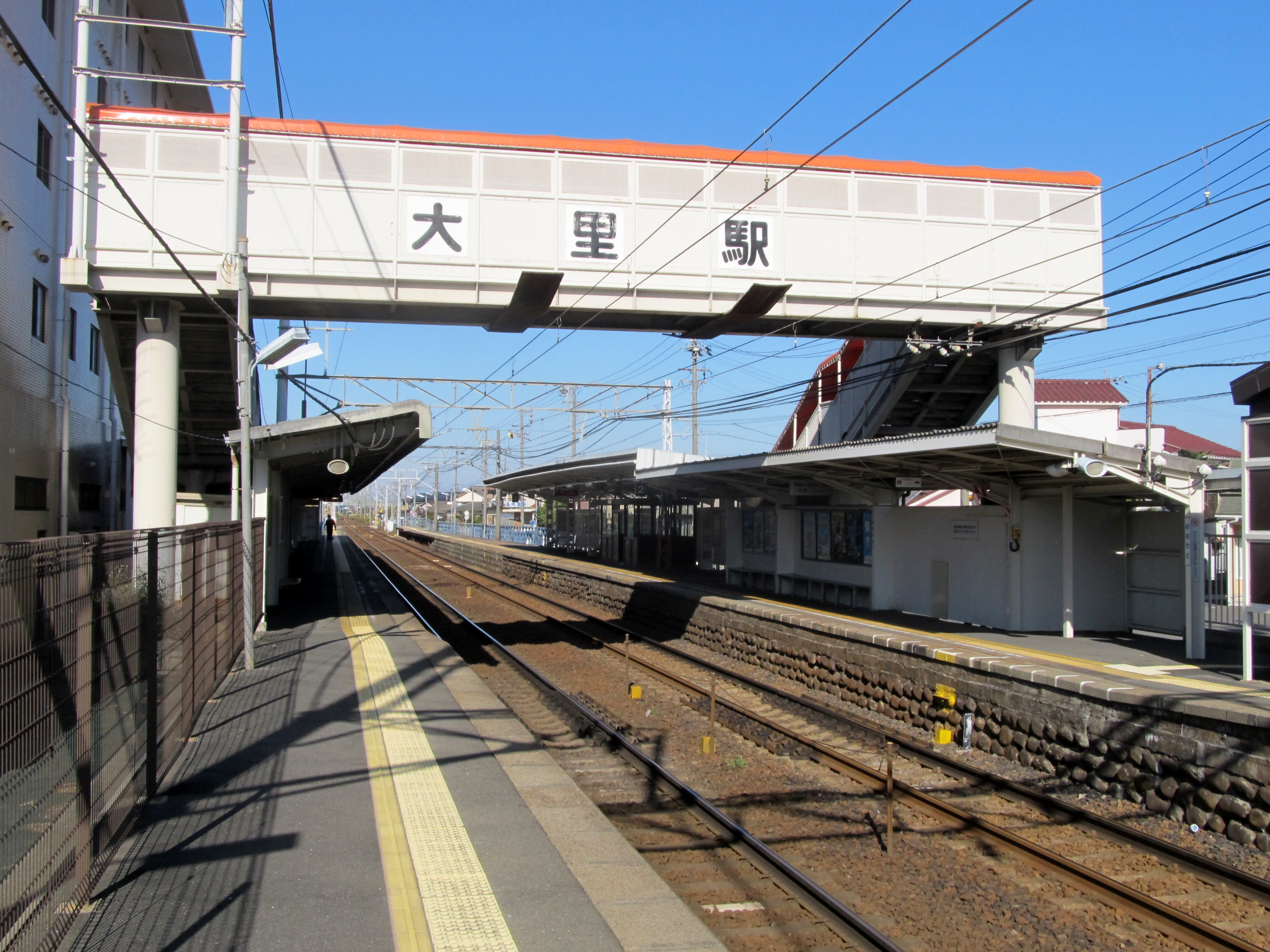
月台(2020年11月）

## 車站構造
本站為對向式月台2面2線的地面車站。
| 月台 | 路線       | 方向 | 目的地                 |
| ---- | ---------- | ---- | ---------------------- |
| 1    | 名古屋本線 | 下行 | 名鐵一宮、名鐵岐阜方向 |
| 2    | 名古屋本線 | 上行 | 名鐵名古屋、金山方向   |

### 配線圖
| ← 名古屋方向    | 大里站 構內配線略圖 | → 一宮、 岐阜方向 |
| 图例 参考文献： |                     |                   |

## 相鄰車站
名古屋鐵道
 名古屋本線
□μ-SKY、□快速特急、□快速特急、■特急
通過
□快速急行（特別停車）、■急行（特別停車）、■準急
新清洲（NH44）－大里（NH45）－國府宮（NH47）
■普通
新清洲（NH44）－大里（NH45）－奧田（NH46）

## 外部連結
- 大里 - 名古屋鐵道